# 2,5-Dichlorbenzoesäuremethylester
2,5-Dichlorbenzoesäuremethylester ist eine chemische Verbindung aus der Gruppe der Carbonsäureester.

## Eigenschaften
Es ist ein brennbarer weißer Feststoff, der praktisch unlöslich in Wasser ist.

## Verwendung
2,5-Dichlorbenzoesäuremethylester wird als Ausgangsstoff bei der Synthese von Poly(p-phenylen) verwendet.
2,5-Dichlorbenzoesäuremethylester wird auch als Wachstumsregulator und Fungizid bei der Veredelung von Weinreben eingesetzt und ist dafür in einigen Staaten der EU, unter anderem in Österreich und Deutschland, zugelassen.